# Danilo Pereira
Danilo Luís Hélio Pereira CvIH ComM (sinh ngày 9 tháng 9 năm 1991), thường được biết đến với tên gọi Danilo Pereira (phát âm tiếng Bồ Đào Nha: [dɐnˈilu pɨɾˈɐjɾɐ]), là một cầu thủ bóng đá chuyên nghiệp người Bồ Đào Nha hiện đang thi đấu ở vị trí tiền vệ phòng ngự hoặc trung vệ cho câu lạc bộ Saudi Pro League Al-Ittihad và đội tuyển bóng đá quốc gia Bồ Đào Nha.
Trưởng thành qua lò đào tạo trẻ của Benfica, anh sau đó đã ký hợp đồng với Parma của Ý vào năm 2010. Anh đã liên tiếp được cho các câu lạc bộ khác nhau mượn, trước khi được Marítimo ký hợp đồng vào năm 2013. Vào tháng 7 năm 2015, anh gia nhập Porto với mức phí được báo cáo là 4,5 triệu euro, giành hai chức vô địch Primeira Liga và một giải Taça de Portugal trong khi là một phần của đội giành cú đúp quốc nội vào năm 2020, có 202 lần ra sân chính thức cho câu lạc bộ này. Vào tháng 10 năm 2020, anh chuyển đến đội bóng Pháp Paris Saint-Germain theo hợp đồng cho mượn ban đầu có thời hạn một năm; sau này câu lạc bộ đã mua đứt anh vào cuối mùa giải.
Sinh ra ở Guinea-Bissau, Pereira đã đại diện cho Bồ Đào Nha ở cấp độ trẻ ở các cấp độ U-18, U-19, U-20 và U-21, lọt vào trận chung kết FIFA U-20 World Cup 2011. Anh đã có trận ra mắt quốc tế cao cấp của mình vào năm 2015 và là một phần của đội giành chức vô địch UEFA Euro 2016 và vòng chung kết UEFA Nations League 2019 trên sân nhà.

## Thống kê sự nghiệp

### Câu lạc bộ
Tính đến ngày 13 tháng 11 năm 2022
| Club                       | Season       | League              | League | League | National Cup | National Cup | League Cup | League Cup | Continental | Continental | Other | Other | Total | Total |
| Club                       | Season       | Division            | Apps   | Goals  | Apps         | Goals        | Apps       | Goals      | Apps        | Goals       | Apps  | Goals | Apps  | Goals |
| -------------------------- | ------------ | ------------------- | ------ | ------ | ------------ | ------------ | ---------- | ---------- | ----------- | ----------- | ----- | ----- | ----- | ----- |
| Parma                      | 2010–11      | Serie A             | 0      | 0      | 0            | 0            | —          | —          | —           | —           | —     | —     | 0     | 0     |
| Parma                      | 2011–12      | Serie A             | 5      | 0      | 0            | 0            | —          | —          | —           | —           | —     | —     | 5     | 0     |
| Parma                      | Total        | Total               | 5      | 0      | 0            | 0            | —          | —          | —           | —           | —     | —     | 5     | 0     |
| Aris (loan)                | 2010–11      | Super League Greece | 5      | 2      | —            | —            | —          | —          | —           | —           | —     | —     | 5     | 2     |
| Roda (loan)                | 2012–13      | Eredivisie          | 31     | 1      | 1            | 0            | —          | —          | —           | —           | 4     | 0     | 36    | 1     |
| Marítimo                   | 2013–14      | Primeira Liga       | 28     | 1      | 2            | 0            | 2          | 0          | —           | —           | —     | —     | 32    | 1     |
| Marítimo                   | 2014–15      | Primeira Liga       | 29     | 3      | 4            | 0            | 5          | 0          | —           | —           | —     | —     | 38    | 3     |
| Marítimo                   | Total        | Total               | 57     | 4      | 6            | 0            | 7          | 0          | —           | —           | —     | —     | 70    | 4     |
| Porto                      | 2015–16      | Primeira Liga       | 33     | 6      | 5            | 0            | 0          | 0          | 7           | 0           | —     | —     | 45    | 6     |
| Porto                      | 2016–17      | Primeira Liga       | 28     | 4      | 2            | 0            | 1          | 0          | 10          | 0           | —     | —     | 41    | 4     |
| Porto                      | 2017–18      | Primeira Liga       | 19     | 1      | 3            | 2            | 2          | 0          | 6           | 1           | —     | —     | 30    | 4     |
| Porto                      | 2018–19      | Primeira Liga       | 26     | 2      | 4            | 1            | 3          | 0          | 10          | 0           | 0     | 0     | 43    | 3     |
| Porto                      | 2019–20      | Primeira Liga       | 26     | 2      | 3            | 0            | 2          | 0          | 9           | 0           | —     | —     | 40    | 2     |
| Porto                      | 2020–21      | Primeira Liga       | 3      | 0      | 0            | 0            | 0          | 0          | 0           | 0           | —     | —     | 3     | 0     |
| Porto                      | Total        | Total               | 135    | 15     | 17           | 3            | 8          | 0          | 42          | 1           | 0     | 0     | 202   | 19    |
| Paris Saint-Germain (loan) | 2020–21      | Ligue 1             | 23     | 2      | 6            | 0            | —          | —          | 12          | 0           | 1     | 0     | 42    | 2     |
| Paris Saint-Germain        | 2021–22      | Ligue 1             | 27     | 5      | 2            | 0            | —          | —          | 7           | 0           | 1     | 0     | 37    | 5     |
| Paris Saint-Germain        | 2022–23      | Ligue 1             | 11     | 1      | 0            | 0            | —          | —          | 5           | 0           | 1     | 0     | 17    | 1     |
| Paris Saint-Germain        | Total        | Total               | 61     | 8      | 8            | 0            | —          | —          | 24          | 0           | 3     | 0     | 96    | 8     |
| Career total               | Career total | Career total        | 294    | 30     | 32           | 3            | 15         | 0          | 66          | 1           | 7     | 0     | 414   | 34    |

1. ↑  Appearance(s) in Eredivisie Relegation play-offs
2. ↑  Six appearances in UEFA Champions League, one appearance in UEFA Europa League
3. 1 2 3 4 5 6  Appearance(s) in UEFA Champions League
4. ↑  Two appearances in UEFA Champions League, seven appearances in UEFA Europa League
5. 1 2 3  Appearance in Trophée des Champions

### Quốc tế
Tính đến ngày 26 tháng 3 năm 2024
| Đội tuyển quốc gia | Năm  | Trận | Bàn |
| ------------------ | ---- | ---- | --- |
| Bồ Đào Nha         | 2015 | 7    | 0   |
| Bồ Đào Nha         | 2016 | 10   | 1   |
| Bồ Đào Nha         | 2017 | 10   | 0   |
| Bồ Đào Nha         | 2018 | 4    | 0   |
| Bồ Đào Nha         | 2019 | 6    | 1   |
| Bồ Đào Nha         | 2020 | 7    | 0   |
| Bồ Đào Nha         | 2021 | 11   | 0   |
| Bồ Đào Nha         | 2022 | 9    | 0   |
| Bồ Đào Nha         | 2023 | 5    | 0   |
| Bồ Đào Nha         | 2024 | 2    | 0   |
| Tổng               | Tổng | 71   | 2   |

Tính đến ngày 25 tháng 3 năm 2019. Score and results list Portugal's score first, score column indicates score after each Pereira goal.
| # | Ngày                | Địa điểm                                  | Số trận | Đối thủ | Bàn thắng | Kết quả | Giải đấu                 |
| - | ------------------- | ----------------------------------------- | ------- | ------- | --------- | ------- | ------------------------ |
| 1 | 8 tháng 6 năm 2016  | Sân vận động Ánh sáng, Lisboa, Bồ Đào Nha | 12      | Estonia | 4–0       | 7–0     | Giao hữu                 |
| 2 | 25 tháng 3 năm 2019 | Sân vận động Ánh sáng, Lisboa, Bồ Đào Nha | 32      | Serbia  | 1–1       | 1–1     | Vòng loại UEFA Euro 2020 |

## Danh hiệu

### Câu lạc bộ
Porto
- Primeira Liga: 2017–18,[7] 2019–20[8]
- Taça de Portugal: 2019–20

Paris Saint-Germain
- Ligue 1: 2021–22,[9] 2022–23, 2023–24[10]
- Coupe de France: 2020–21,[11] 2023–24[12]
- Trophée des Champions: 2020,[13] 2022,[14]2023[15]

### Đội tuyển quốc gia
U20 Bồ Đào Nha
- FIFA U-20 World Cup á quân: 2011[16]

Bồ Đào Nha
- UEFA Euro: 2016[17]
- UEFA Nations League: 2018–19[18]